# Buddy Longway
Buddy Longway é uma série de BD franco-belga, do género Western.

## História
A série Buddy Longway, surgiu na Bélgica em Junho de 1972 no nº16 da revista Tintim e apareceu em Portugal a 17 de Abril de 1976, no nº48 do 8º ano da revista Tintin.
É sobre um caçador branco solitário do Velho Oeste que casa com uma índia Chinook, com quem tem dois filhos, Jérémie e Kathleen, enfrentando a natureza selvagem e encontrando vários personagens que vão incarnando defeitos e virtudes da humanidade.

## Curiosidades
Em 2023, foi referenciado no álbum Behind The Tea Chronicles, de Ed Motta, em uma vinheta de mesmo nome.